# 泜水之战
泜水之战 是公元前627年（周襄王二十五年，鲁僖公三十三年，晋襄公元年，楚成王四十五年），在晋楚争霸战争中，晋、楚两军在泜水（今沙河，源出河南省鲁山县西，东经叶县北入汝河）的作战。
前627年冬，晋国因为许国倾向楚国，于是和陈国、郑国进攻许国。楚国令尹子上攻打陈国、蔡国，陈国、蔡国和楚国媾和。楚国进攻郑国。晋国的阳处父于是攻打蔡国，楚国的子上前去救援，和晋军夹着泜水对峙。阳处父派人对子上表示自己后退三十里，楚国渡河再摆开阵势在开战。子上想要渡河，成大心认为晋国人不讲信用，想要半渡而击。于是楚军后退三十里。阳处父宣布楚军逃走了，就回晋国了。楚国军队也就回国。太子商臣诬告子上接受晋国的贿赂，楚成王杀死了子上。